# Ysbaddaden
Ysbaddaden Bencawr [əsbaˈðadɛn ˈbɛnkaur], auch Ysbaddaden Pengawyr, ist in der walisischen Mythologie ein „Oberriese“ oder „Hauptriese“ (bencawr, pengawyr). Er besitzt eine Burg mit neun Toren und ist der Vater von Olwen, der Bruder des riesigen Schäfers Custenhin und der Onkel von Goreu.
Die walisische Sage Mal y kavas Kulhwch Olwen („Wie Kulhwch Olwen errungen hat“), kurz Kulhwch ac Olwen („Kulhwch und Olwen“) genannt, ist in der Sammelhandschrift Llyfr Gwyn Rhydderch („Das weiße Buch des Rhydderch“) aufgezeichnet. Auch die Pedeir Keinc y Mabinogi („Vier Zweige des Mabinogi“) sind darin enthalten.

## Mythologie

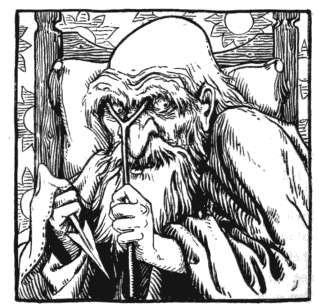
Ysbaddaden hält seine Augenlider auf (Illustration von John D. Batten, 1892)

Der jugendliche Held Kulhwch verlangt von König Arthur als nicht ablehnbare Bitte, dass ihm dieser die Hand von Olwen verschaffen möge. Mit Hilfe von fünf Gefährten findet Kulhwch nach langer Suche die Burg des Riesen. Ysbaddaden hat Augenlider, die so schwer sind, dass sie ein Diener mit der Gabel hochheben muss, wenn er jemanden betrachten will (vergleiche dazu Balor). Dreimal versuchen die Gefährten mit ihm zu sprechen, dreimal wirft Ysbaddaden einen vergifteten Steinspeer nach ihnen, den Bedwyr fab Bedrawg, Menw und Kulhwch auffangen und zurückschleudern, Kulhwch durchbohrt dabei ein Auge des Riesen.
„Verfluchter grausamer Schwiegersohn! Solange man mich am Leben lässt, wird mein Gesicht nun umso schlechter sein. meine Augen werden tränen, wenn ich gegen den Wind gehe, Kopfschmerzen werde ich haben und bei jedem Neumond Schwindelanfälle. Verflucht sei die Esse, in der [das Eisen] geglüht wurde. Wie den Biss eines tollwütigen Hundes verspüre ich das giftige Eisen, das mich durchbohrte.“
Erst beim vierten Mal gibt er ihm seine Bedingungen bekannt. Warum der Riese versucht, jeden Freier zu töten, erfährt Kulhwch von Olwen, die ihm berichtet, dass ihr Vater auf Grund einer cynnedyf (Verpflichtung, Tabu) am Tage ihrer Hochzeit sterben werde.
Ysbadadden verlangt nun die Erfüllung von vierzig nahezu unlösbaren Aufgaben, die Schwierigsten davon sind, dass Kulhwch die Hauer des Ebers Ysgithyrwyn ‚Weißhauer‘ erringen muss, sowie die „Kostbarkeiten“, die der Eber Twrch Trwyth zwischen seinen Ohren trägt, einen Kamm und eine Schere. Als letzte Aufgabe sei noch das Blut der „Schwarzen Hexe“ zu bekommen, wobei Gwythyr eine wichtige Rolle spielt. Mit Hilfe von Arthur gelingt die Lösung der Aufgaben und Ysbaddaden muss der Hochzeit seiner Tochter zustimmen, wobei er allerdings Kulhwch zu Recht vorwirft, nicht er habe die Aufgaben erfüllt, sondern Arthur und dessen Gefährten. Mit dem Eberkamm und der Schere wird der Riese „gekämmt und rasiert“, Kulhwchs Gefährten scheren ihm Bart und Haupthaar samt der Haut, schneiden ihm die Ohren ab und zum Schluss schlägt ihm sein Neffe Goreu den Kopf ab.
Und dann packte Goreu, der Sohn des Custenhin, ihn bei den Haaren und zog ihn hinter sich her zu dem Misthaufen; er schlug ihm das Haupt ab und steckte es auf einen Pfahl im Vorhof. Und er ergriff Besitz von der Burg und dem Reich des Riesen.
So geht die Prophezeiung in Erfüllung und Ysbaddaden stirbt bei Olwens Hochzeit.